# Eugenie Sage

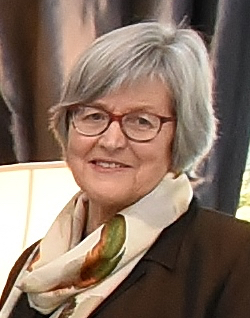
Eugenie Sage (2018)

Eugenie Meryl Sage, in der Öffentlichkeit als Eugenie Sage bekannt, (* 1958 in Auckland, Neuseeland) ist eine Juristin, Journalistin, Umweltaktivistin und Politikerin der Green Party of Aotearoa New Zealand.

## Leben
Eugenie Meryl Sage wurde 1958 geboren, wuchs auf in Auckland und studierte dort an der  University of Auckland Recht und Geschichte. Anschließend ging sie nach Christchurch, wo sie sich für das Studienfach Journalismus einschrieb.

## Berufliche Tätigkeit
Nach ihrem Studium arbeitete Sage in der Umweltforstwirtschaft, als Politik- und Medienberaterin im Parlament und als freie Journalistin. Anschließend war sie über 13 Jahre für die Organisation Forest & Bird tätig. Dort setzte sie sich u. a. für den Schutz der Buchen- und Rimu-Wälder an der Tai Poutini/Westküste und im Hochland der Südinsel ein. Ab 2007 übernahm sie per Wahl die Position einer Regionalrätin bei Environment Canterbury der Region Canterbury. Des Weiteren setzte sie sich als Umweltaktivistin für den Schutz der Flüsse und des Grundwassers in Canterbury ein.

## Politische Karriere
Im Jahr 2004 wurde Sage Mitglied der Green Party und mit der General Election des Jahres 2011 trat Sage erstmals für den Wahlkreis Selwyn einen Sitz im New Zealand Parliament zu gewinnen an, konnte aber nur den Sitz über einen abgesicherten Listenplatz ihrer Partei gewinnen.
Als Labour unter der Führung von Jacinda Ardern die Parlamentswahl 2017 gewann, holte sie Sage für folgende Ministerposten in ihre Regierung:
| Minister                          | vom              | bis              |
| --------------------------------- | ---------------- | ---------------- |
| Minister of Conservation          | 26. Oktober 2017 | 6. November 2020 |
| Minister of Land Information      | 26. Oktober 2017 | 6. November 2020 |
| Associate Minister of Environment | 26. Oktober 2017 | 6. November 2020 |

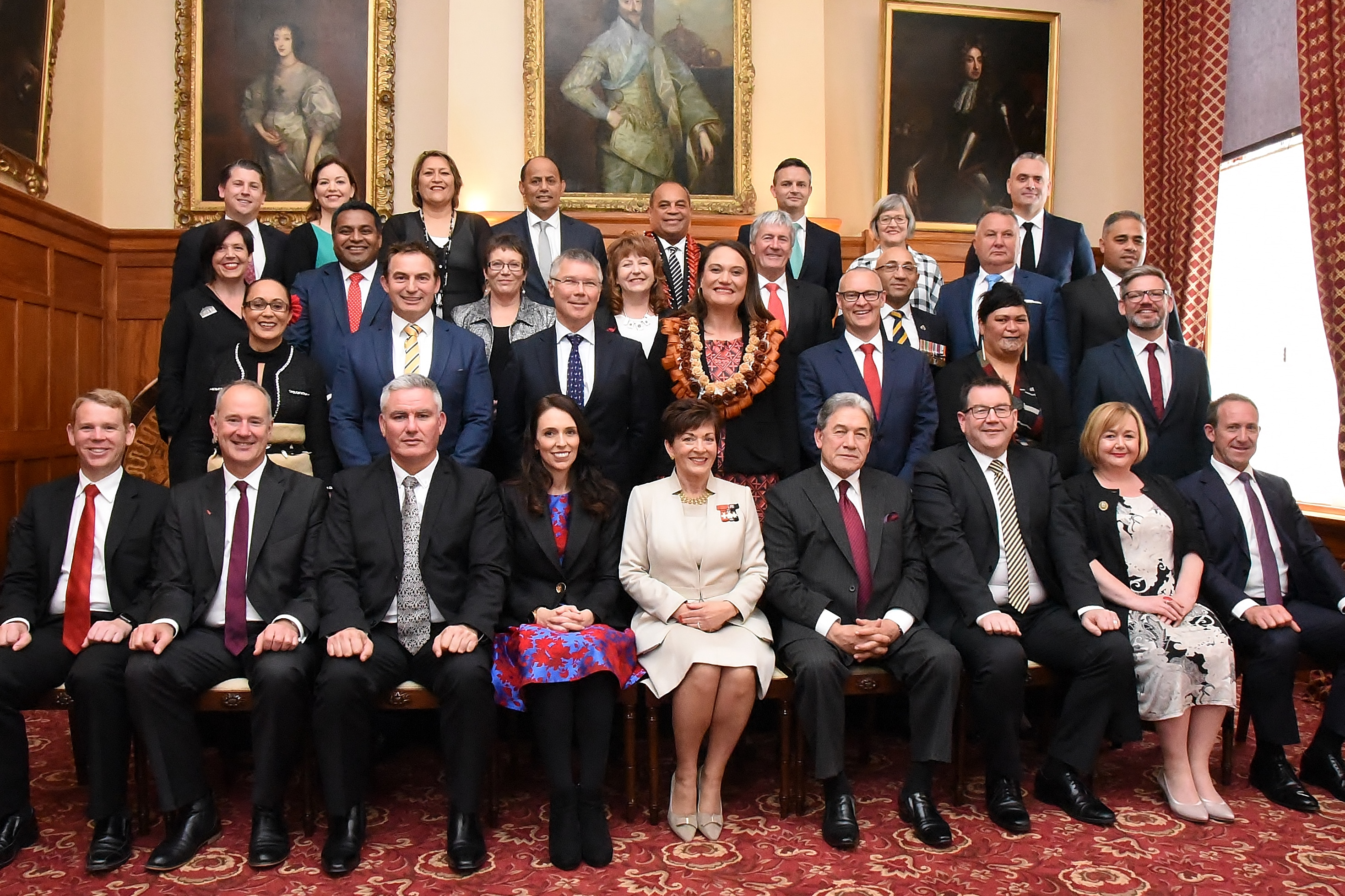
Eugenie Sage (2017)
2. von rechts in der letzten Reihe

Als Minister of Department of Conservation sorgte Sage im Jahr 2019 dafür, dass der Kahurangi National Park an seiner Südwestseite um 64.400 Hektar eine Erweiterung fand. Dies war die mit Abstand größte Erweiterung eines Nationalparks in Neuseeland.
Nachdem Labour in der General Election des Jahres 2020 die absolute Mehrheit der Parlamentssitze gewinnen konnte, war eine Koalition mit anderen Parteien für Labour nicht mehr nötig und die Green Party ging in die Opposition. Sage übernahm in der Folge ab dem 3. Dezember 2020 den Vorsitz des Komitees für Umwelt im Parlament.

## Auszeichnungen
- Ausgezeichnetes Mitglied auf Lebenszeit von Forest and Bird.[2]